# Alge (revistă)
Alge, cu subtitlul Revistă de Artă Modernă, a fost o revistă literară românească de avangardă editată la București de Aurel Baranga, Gherasim Luca, Jules Perahim, Sesto Pals și Paul Păun între 1930 și 1933.
Au mai contribuit în revistă de-a lungul timpului Victor Brauner, Geo Bogza, Mielu Mizis, Fredy Goldstein, Mihail Hubert, Hans-Mattis Teutsch.
Majoritatea creațiilor publicate în revistă se încadrau în curentul numit suprarealism. Poemele, desenele, sunt făcute spontane sau puțin elaborate, având numitorul comun al desființării oricărei ordini sau dogme.
Revista a apărut în două serii: prima serie a fost publicată în 7 numere între septembrie 1930 și iulie 1931 (numărul 4, de Crăciun, al revistei fiind publicat în format poster, iar ultimul număr fiind tipărit în mai puțin de 50 de exemplare) iar a doua serie a fost publicată în 3 numere între martie și mai 1933.